# 황산사
황산사(篁山祠)는 대한민국 강원특별자치도 강릉시 운정동에 있는, 충무공 최필달의 위패를 모신 사당이다. 1977년 11월 28일 강원특별자치도의 유형문화재 제58호로 지정되었다.

## 개요
황산사는 충무공 최필달의 위패를 모신 사당으로 1900년대 초에 문중과 유림이 논의하여 짓게 되었다.
고려 개국공신 중 한 사람으로 강릉 최씨의 시조인 충무공은, 그 당시의 학문을 바로 세우고 예를 가르친 문무를 겸한 학자로서 ‘해동부자(海東父子)’라고 불렸다.
황산사는 앞면 3칸·옆면 2칸 규모이며，지붕　옆면이 사람 인(人)자 모양인 맞배지붕집이다.
또한 사당의 경내에는 문정공 최수성의 위패가 모셔진 사당 문정묘가 있다. 후손인 최명수와 진사 정채화 등이 1936년 남문동에 건립하였는데, 주변에 주택 등의 건물이 들어섬에 따라 1982년 지금의 위치로 옮겨졌다.
최수성은 문장·글씨쓰는법·그림에 뛰어났으나 김전·남곤 등의 모함으로 조선 중종 16년(1521)에 죽음을 당한 현인이다.
문정묘는 황산사와 같은 양식으로 지어진 건물로 규모는 조금 작다.

## 같이 보기
- 최필달

## 참고 문헌
- 황산사 - 국가유산청 국가유산포털